# Alan J. Pakula
Alan J. Pakula (Bronx, 7 de abril de 1928 — Melville, 19 de novembro de 1998) foi um diretor, roteirista e produtor de cinema norte-americano.

## Biografia
Frequentou a Universidade de Yale onde se formou em Arte Dramática, estreando-se no teatro com uma encenação de Tchekov.
Começou sua carreira no cinema como produtor, para logo passar para a direção, ainda que tenha sido sempre um produtor—tanto de seus filmes como de outros. Provavelmente será lembrado pelo filme All the President's Men, de 1976, que contava a investigação do caso Watergate, feita por dois jornalistas do Washington Post. Aliás, a sua filmografia - escassa, mas bastante variada - apresenta vários filmes que tomam por tema assuntos mais ou menos relacionados com a política.

## Filmografia

### Como realizador
- 1997 - The Devil's Own...(br: "Inimigo íntimo")
- 1993 - The Pelican Brief...(br/pt: "O dossiê pelicano")
- 1992 - Consenting Adults...(pt: "Só para adultos")
- 1990 - Presumed Innocent...(br: "Acima de qualquer suspeita" / "Presumível inocente")
- 1989 - See You in the Morning...(pt: "Encruzilhada de ilusões")
- 1987- Orphans
- 1986 - Dream Lover...(pt: "O amante sonhador")
- 1982 - Sophie's Choice...(br/pt: "A escolha de Sofia")
- 1981 - Rollover...(br: "Amantes e finanças" / pt: "A face do poder")
- 1979 - Starting Over...("Encontros e desencontros" / pt: "Amar de novo")
- 1978 - Comes a Horseman (pt: "Uma mulher implacável")
- 1976 - All the President's Men...(br: "Todos os homens do presidente" / pt: "Os homens do presidente")
- 1974 - The Parallax View...(br: "A trama" / pt: "A última testemunha")
- 1973 - Love and Pain and the Whole Damn Thing...(pt: "Amor e sofrimento")
- 1971 - Klute...(br: "Klute - O passado condena" / pt:"Klute")
- 1969 - The Sterile Cuckoo...(br: "Os anos verdes")

### Só como produtor
- 1968 - The Stalking Moon, de Robert Mulligan
- 1967 - Up the Down Staircase, de Robert Mulligan
- 1965 - Inside Daisy Clover, de Robert Mulligan
- 1965 - Baby the Rain Must Fall, de Robert Mulligan
- 1963 - Love with the Proper Stranger, de Robert Mulligan
- 1962 - To Kill a Mockingbird, de Robert Mulligan

## Prémios e nomeações
- Recebeu uma nomeação ao Óscar de Melhor Filme, por "O Sol é para Todos" (1962).
- Recebeu uma nomeação ao Óscar de Melhor Realizador, por "All the President's Men" (1976).
- Recebeu uma nomeação ao Óscar de Melhor Argumento Adaptado, por "Sophie's Choice " (1982).
- Recebeu uma nomeação ao Globo de Ouro de Melhor Realizador, por "All the President's Men " (1976).
- Recebeu uma nomeação ao BAFTA de Melhor Realizador, por "All the President's Men " (1976).